# Gary Kruzich
Gary Kruzich (Oak Lawn, Illinois, 1965. április 22. –) amerikai profi jégkorongozó kapus és edző.

## Pályafutása
Komolyabb karrierjét a Bowling Green State University-n kezdte 1983-ban. Az egyetemi csapatban 1987-ig játszott. A National Hockey League-be hivatalos drafton nem választotta ki egyetlen csapat sem csak az akkor még létező supplemental drafton, amin az egyetemi játékosokat választották ki. Így az 1986-os NHL Supplemental Drafton a New York Islanders kiválasztotta őt a 15. helyen. Felnőtt pályafutását az IHL-es Flint Spiritsben kezdte 1987 végén és 1989-ig játszott itt majd visszavonult.
2010-ben visszatért a jégkoronghoz, mint edző. A Finlandia Egyetemen lett kapus és másodedző. Jelenleg is itt dolgozik.

## Díjai
- NCAA (Bajnokság) Tournament MVP: 1984
- NCAA (Nyugat) Első All-American Csapat: 1986, 1987
- NCAA (CCHA) Első All-Star Csapat: 1986, 1987
- NCAA (CCHA) All-Tournament Csapat: 1987